# Kiste

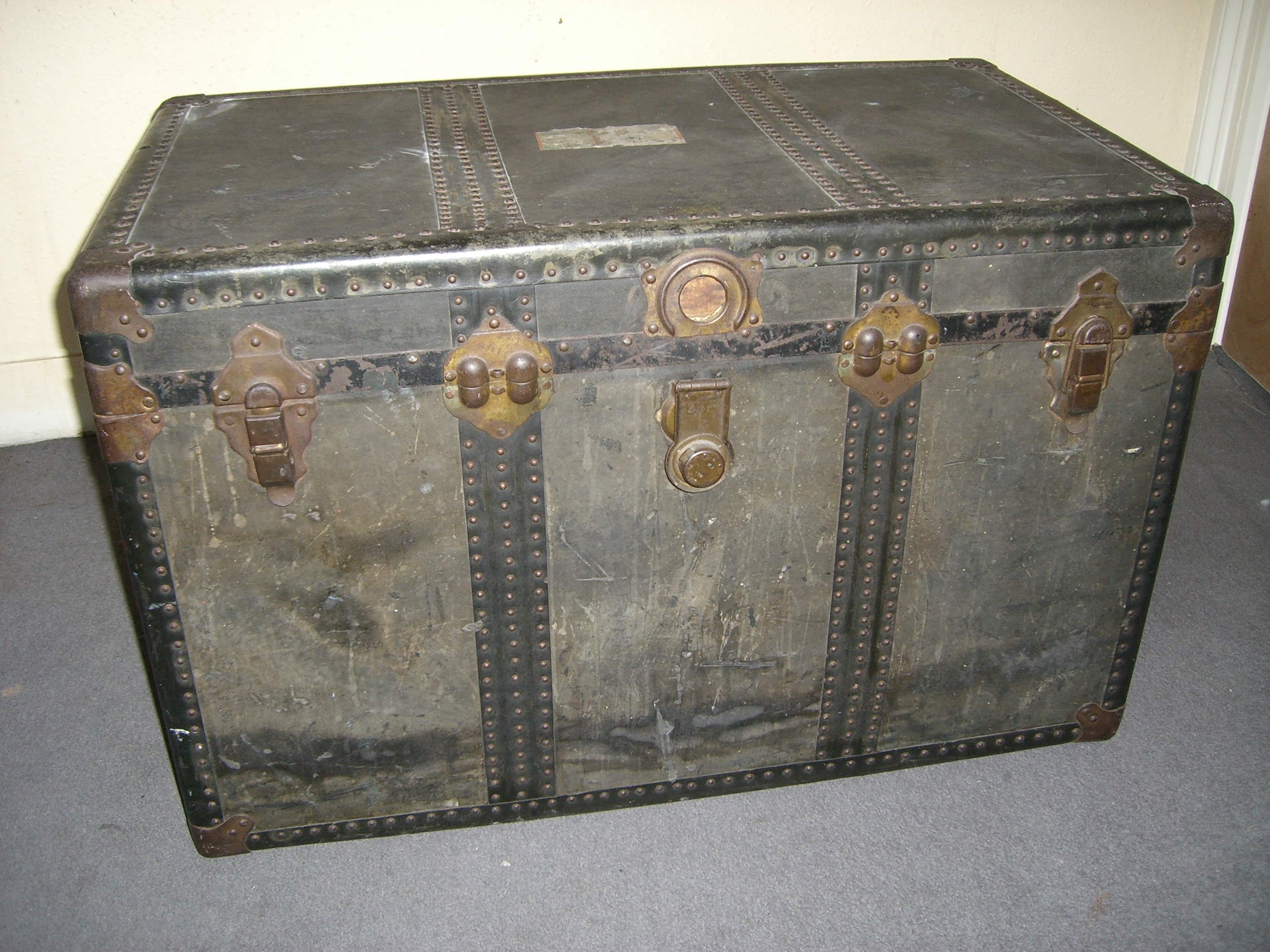
Stabile Metallkiste mit Beschlägen

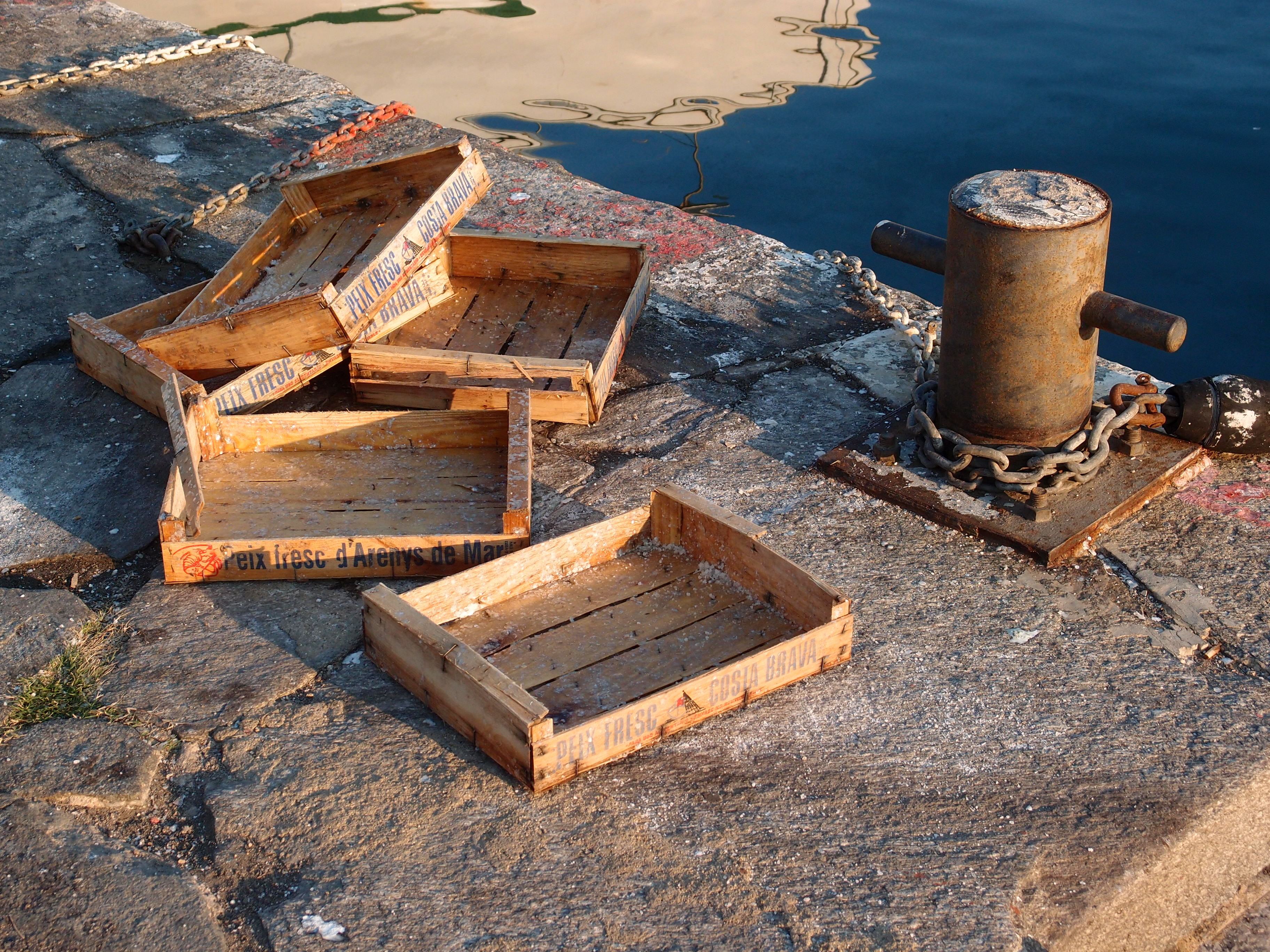
Alte Fischkisten im Hafen von Roses

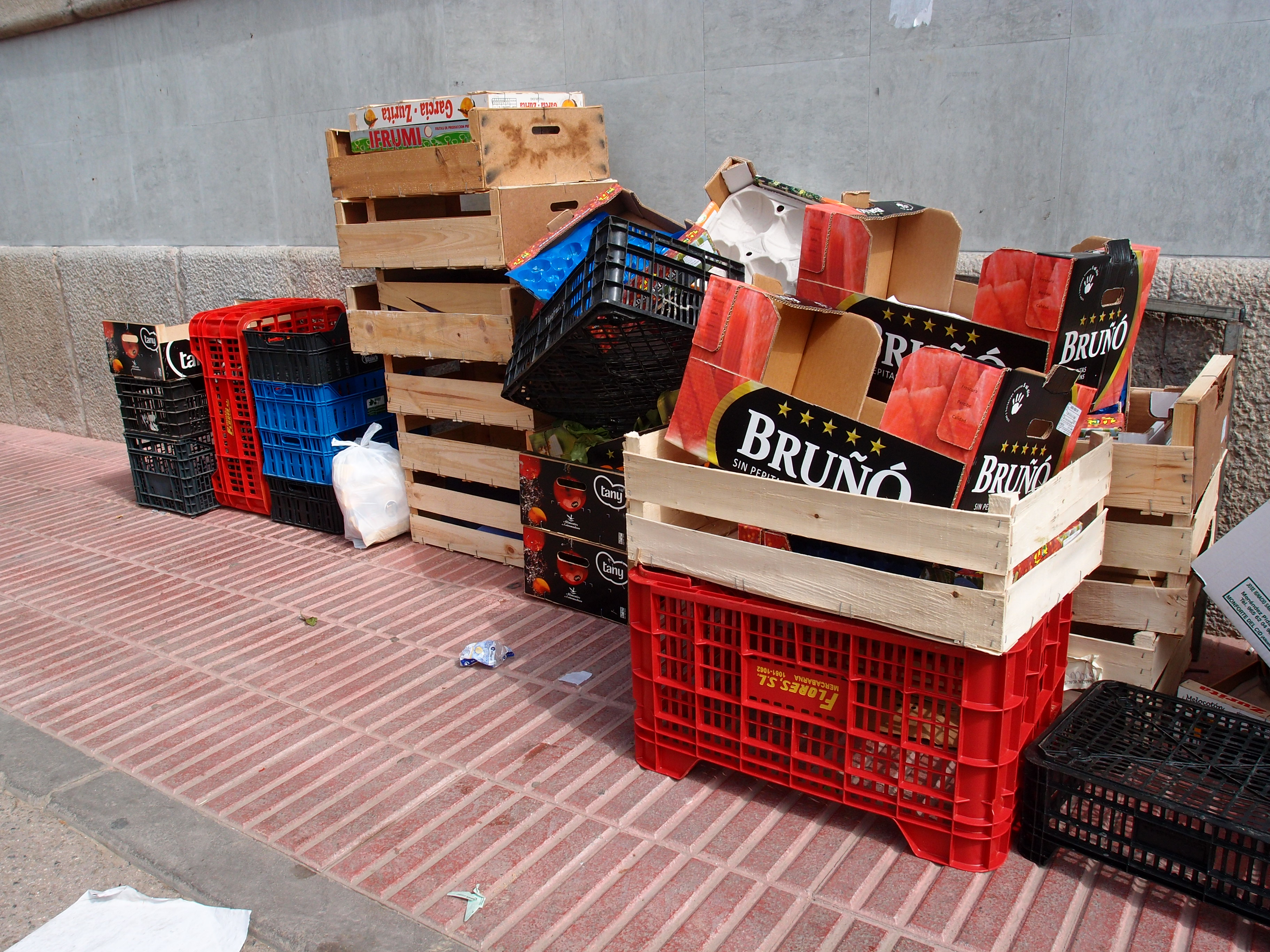
Leere Obst- und Gemüsekisten auf dem Wochenmarkt in Sant Feliu de Guíxols

Eine Kiste ist ein offener oder auch geschlossener Behälter zur Beförderung und Lagerung von Gegenständen. Sie besteht aus Metall, Kunststoff oder Holz. Gemeinsames Merkmal aller Kisten ist eine Eignung zum Stapeln bei gleicher Grundfläche.
Das Wort „Kiste“ ist ein sehr altes Lehnwort. Es wurde wohl schon in germanischer Zeit aus dem lateinischen cista (zu gr.  κίστη kístē „Kasten“) entlehnt. Es wurde dabei vom sinnverwandten germanischen *cest (zu Kasten; vgl. engl. chest) beeinflusst, was auch im veralteten stabenden Phraseologismus „Kisten und Kasten“ deutlich wird.
In Österreich wird im Gegensatz zu vielen Gebieten in Deutschland auch von einer Bierkiste, einer Sandkiste oder einer Werkzeugkiste und nicht von einem Kasten gesprochen. Ein Kasten bezeichnet dort oft den (bundeshochdeutschen) Schrank.

## In anderen Sprachen
Slowakisches und Tschechisches dialektales (mährisches) kisňa (‚Kiste‘, mindestens Tschechisch übertragen auch ‚Fußballtor‘, ‚Fernseher‘) hat ihren Ursprung im deutschen Kiste.

## Komposita (Beispiele)
- Bettkiste
- Bierkiste
- Bananenkiste
- Familienkiste
- Fischkiste
- Gemüsekiste
- Getränkekiste
- Klappkiste
- Klimakiste
- Krämerkiste
- Obstkiste
- Seekiste
- Spielkiste
- Postkiste
- Transportkiste
- Zigarrenkiste
- Weinkiste
- Werkzeugkiste
- Waffenkiste
- Heulkiste

## Redewendungen
- „in die Kiste springen“ – zu Bett gehen oder auch für den Geschlechtsverkehr, sterben → Sarg
- „einen in der Kiste haben“ – stark alkoholisiert sein
- „eine Kiste machen“ – im Fußball ein Tor schießen
- „eine Kiste haben“ – einen großen Hintern haben
- „eine Kiste sein“ – einen muskulösen Körperbau besitzen
- „eine Kiste fahren“ – ein Auto jeglicher Bauart und Alter fahren
- „dieses Spiel ist eine enge Kiste“ – ein knappes Spiel jeglicher Sportart